# Memoriał Ferdynanda Dziedzica
Międzynarodowy Memoriał Szachowy Ferdynanda Dziedzica – turniej szachowy rozgrywany od 2011 r. w miejscowości Trzcianka (woj. wielkopolskie). Turniej organizowany jest w formule otwartej, odbywa się raz do roku i trwa jeden dzień. Od 2013 turniej rozgrywany jest systemem szwajcarskim, 9 rund tempem po 10 minut na partię z dodatkiem 5 sekund na ruch, w poprzednich edycjach było to 9 rund tempem po 15 minut na partię. W 2014 r. Memoriał uzyskał rangę Indywidualnych Mistrzostw Polski w Szachach Szybkich. W 2014 roku powstało również Stowarzyszenie Miłośników Gier i Rozrywek Umysłowych im. Ferdynanda Dziedzica. 
Ferdynand Dziedzic (ur. 21 stycznia 1934 roku w Zbarażu, zm. 29 września 2010 w Trzciance) był szachistą z I kategorią, sędzią klasy I i wychowawca wielu pokoleń szachistów w Trzciance. Pracował jako instruktor w Młodzieżowym Domu Kultury, a także jako organizator turniejów, m.in. był inicjatorem i organizatorem Memoriału Szachowego Ireny Krawiec. Ferdynand Dziedzic za pracę zawodową i społeczną został odznaczony Krzyżem Kawalerskim Odrodzenia Polski, Złotym Krzyżem Zasługi, Medalem Komisji Edukacji Narodowej, Odznaką Honorową "Zasłużony dla Województwa Pilskiego i Poznańskiego".
Memoriał Ferdynanda Dziedzica powstał z inicjatywy członków Młodzieżowego Klubu Sportowego MDK w Trzciance, w celu upamiętnienia jego dokonań związanych ze szkoleniem młodzieży. I Memoriał Ferdynanda Dziedzica odbył się w Trzciance 6 marca 2011 roku, jego zwycięzcą został Orest Hrycak z Ukrainy. 
Sędzią głównym w latach 2011-2013 był Waldemar Kopydłowski. Od 2014 roku turniej sędziuje Aleksander Sokólski. Dyrektorem wszystkich edycji turnieju jest Maciej Cybulski. 

## Zwycięzcy memoriałów
1. 2011 –  Orest Hrycak[1]
2. 2012 –  Arkadij Naiditsch[2]
3. 2013 –  Igor Kowalenko[3]
4. 2014 –  Arkadij Naiditsch[4]
5. 2015 –  Étienne Bacrot[5]
6. 2016 –  Kamil Dragun[6]
7. 2017 –  Kacper Piorun[7]
8. 2018 –  Michał Krasenkow[8]
9. 2019 –  Bartosz Soćko[9]

## Mistrzowie Polski w Szachach Szybkich wyłonieni w trakcie Memoriału
- 2014 – Radosław Wojtaszek i Klaudia Kulon
- 2015 – Paweł Jaracz i Aleksandra Lach